# Mike Wilkinson
Michael Joseph Wilkinson, (nacido el 1 de octubre de 1981 en Blue Mounds, Wisconsin) es un exjugador de baloncesto estadounidense. Con 2.04 de estatura, jugaba habitualmente en la posición de ala-pívot.

## Trayectoria
Wilkinson fue reclutado por los Wisconsin Badgers en 2000, donde -luego de su primera temporada inactivo tras ser designado como redshirt- jugó entre 2001 y 2005.
Jugó la NBA Summer League de 2005 con los Utah Jazz, pero no recibió ofertas de las franquicias de la NBA. 
Su carrera profesional comenzó en el Aris Salónica BC de la A1 Ethniki de Grecia. Posteriormente pasó a jugar en Rusia, donde fue parte del plantel del BK Jimki que conquistó la Copa de Rusia en 2008.
En agosto de 2009 fue fichado por el Galatasaray de la Basketbol Süper Ligi de Turquía, pero, tras una temporada, retornó al baloncesto ruso. 
Afectado por una serie de lesiones sobre el final de su carrera, jugó un último cuatrimestre con el BK Levski Sofia entre enero y abril de 2014 antes de retirarse definitivamente del deporte competitivo. 

## Selección nacional
Wilkinson se nacionalizó como macedonio para jugar con la selección nacional del país balcánico en el repechaje del Eurobasket 2007.